# 通察約基河
通察約基河是俄羅斯的河流，位於科拉半島南部，由摩爾曼斯克州負責管轄，河道全長150公里，河水主要來自融雪，最終與庫察約基河匯流成為圖姆恰河。